# روش‌های اقناع
روش‌های اقناع یا فنون متقاعدسازی به ابزارهایی در بلاغت گفته می‌شود که تلاش سخنور در اقناع مخاطب را دسته‌بندی می‌کنند. این روش‌ها مشتمل بر ایتوس، پاتوس، لوگوس، و در درجه‌ای پایین‌تر کایروس هستند.
به نوشتهٔ ارسطو در در باب بلاغت:
اقناع مشخصاٌ نوعی اثبات است، چرا که ما وقتی قانع می‌شویم که چیزی را اثبات شده فرض کنیم.

در اقناعی که به وسیلهٔ ادای واژه‌ها صورت می‌گیرد سه گونه وجود دارد [...] اقناع به وسیلهٔ شخصیت سخنور و اعتبار شخصی او صورت می‌گیرد [...] در ثانی، اقناع ممکن است از سوی مخاطبان صورت گیرد، زمانی که احساساتش جوشش یافته باشد [...] ثالثاً، اقناع از سوی خود سخنرانی صورت گیرد، زمانی که حقیقتی از طریق براهین منطقی ثابت شده باشد.— -

## ایتوس
ایتوس یا توسل به مرجعیت اقناع مخاطب از طریق اعتبار خود سخنور است.

## پاتوس
پاتوس یا توسل به احساسات اقناع مخاطب از طریق برانگیختن احساسات و عواطف شنونده اوست. در این روش از آرایه‌های ادبی، ارائهٔ شورانگیز و … بهره برده می‌شود.

## لوگوس
لوگوس یعنی اقناع مخاطب از طریق براهین منطقی مشمول در خود سخنرانی. این براهین ممکن است از نظر منطق صحیح یا اشتباه باشند.

## کایروس
به بیان ساده، کایروس یعنی زمان و مکان مناسب. این به‌این معنی است که سخنور بداند چه چیز را کی و کجا بگوید.